# Lagonosticta nitidula
La amaranta parda (Lagonosticta nitidula) es una especie de ave paseriforme de la familia Estrildidae propia del sur y este de África central, en una extensión total de unos 1.300.000 km².